# Parque nacional del Lago Pantuwaraya
El Parque nacional del Lago Pantuwaraya es un área protegida de Filipinas situada en el barangay Pantao Raya en el municipio de Saguiaran, Lanao del Sur. El parque cubre un área de 20 hectáreas que comprenden el lago Pantao Raya y sus alrededores. Fue declarado parque nacional en 1965 en virtud de la Ley de la República N º 4190.
La ubicación del parque en el área del lago Lanao y el río Agus hace que sea un sitio importante para los esfuerzos de conservación de la naturaleza. Esta área provee gran parte del agua de la región, la Planta Hidroeléctrica de Agus aporta el 70% de la electricidad de Mindanao. El parque es accesible a través de la carretera de Iligan, Marawi, que también contiene otros importantes lagos y embalses en sus proximidades, incluyendo el lago Basak, la Laguna de Calaganan, el lago Talao y el lago Agus.